# Rothenberg (Schweich)
Der Rothenberg ist ein Berg im südlichen Meulenwald links und nördlich der Mosel zwischen Trier-Quint und Schweich-Issel in Rheinland-Pfalz, Deutschland. Er hat eine Höhe von 269,7 m ü. NHN.
Der Name des Berges kommt von dem Gestein Rotliegend.
Am südlichen Rand verläuft die Landesstraße 47 und parallel dazu die Bundesstraße 53. Am östlichen Rand fließt der Quintbach. Durch den Rothenberg führt der 791 Meter lange Meulenwaldtunnel der Moselstrecke.
Auf der gegenüberliegenden, südlichen Seite der Mosel liegt die Kenner Flur, ein etwa drei Quadratkilometer großes Gebiet, das auch ein Naturschutzgebiet umfasst.
In nordöstlicher Richtung geht der Rothenberg über in das Waldgebiet Haardt.
Trotz Trierer Vorwahl (0651-) und der unmittelbaren Nähe zu Trier-Quint, gehört die Straße Am Rothenberg zu Schweich, wie der Gemeindeteil Unterm Rotenberg zu Schweich-Issel und der Gemeindeteil Haardthof zu Schweich. Somit steht auch das Forstamt Trier-Quint auf Schweicher Stadtgebiet.